# دش الهواء (فيزياء)

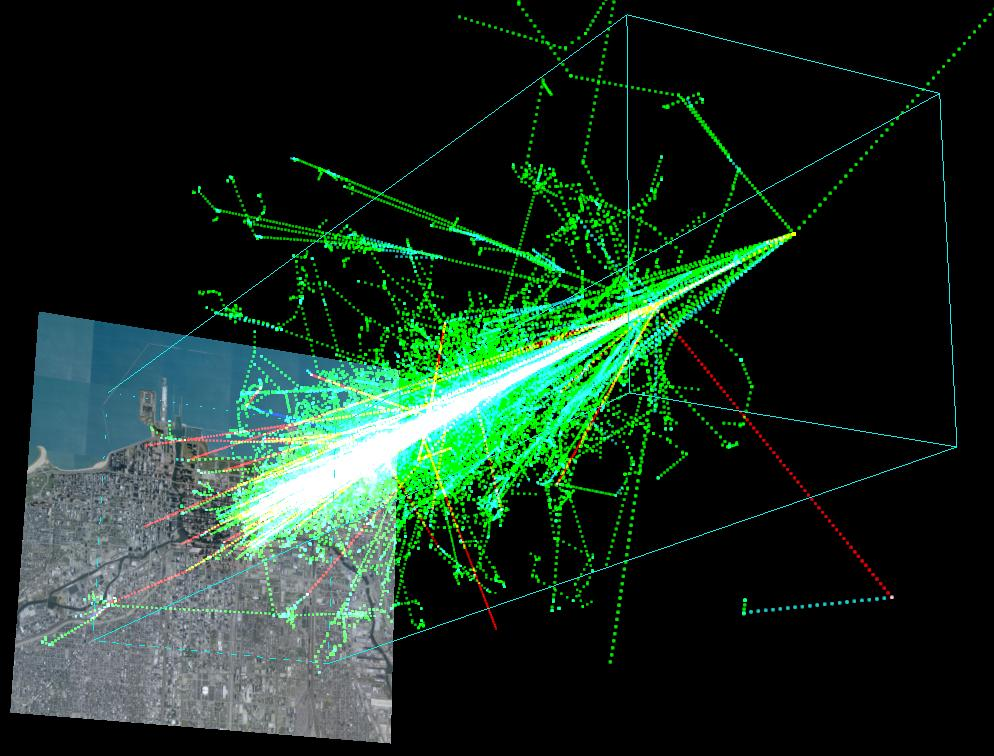
دش الهواء

دش في الهواء واسع النطاق (عدة كيلومترات واسعة) سلسلة من الجزيئات المتأينة والإشعاعات الكهرومغناطيسية التي تنتج في الجو عندما الأشعة الكونية (أي واحد من أصل خارج الأرض) يدخل الغلاف الجوي. تتالي المدى يعني أن الجسيمات الحادثة، التي يمكن أن تكون البروتون، وهو نواة، إلكترون، فوتون، أو (نادرا) البوزيترون، يضرب نواة الذرة في الهواء وذلك لإنتاج العديد من الهادرونات حيوية. اضمحلال الهادرونات غير مستقرة في الهواء بسرعة إلى جسيمات أخرى والإشعاع الكهرومغناطيسي، والتي هي جزء من مكونات دش. الإشعاع الثانوي الأمطار باستمرار، بما في ذلك الأشعة السينية، الميونات، والبروتونات، البروتون المضاد، جسيمات ألفا، pions، الإلكترونات، البوزيترونات، والنيوترونات.

## روابط خارجية
- دش الهواء واسع النطاق. نسخة محفوظة 5 مارس 2013 على موقع واي باك مشين.